# Центр післядипломної освіти Дніпровського національного університету імені Олеся Гончара
Центр післядипломної освіти — структурний підрозділ ДНУ ім. О. Гончара.

## Історична довідка
Центр післядипломної освіти (ЦПДО) ДНУ імені Олеся Гончара продовжує і розвиває багаторічні традиції, які були започатковані факультетом підвищення кваліфікації (рік створення — 1967), факультетом перепідготовки спеціалістів (рік створення — 1993), магістратурою державного управління (рік створення — 1997) та іншими структурними підрозділами, які створювались для розвитку в університеті післядипломної освіти.

### Керівний склад центру
- Директор центру– Клюєв Володимир Петрович, професор кафедри фундаментальних дисциплін.

Заступник директора центру: Полякова Тетяна Федорівна ст. викл. кафедри фундаментальних дисциплін.

## Структурні підрозділи центру
В центрі післядипломної освіти навчальну роботу забезпечують такі основні структурні підрозділи:
- НМК (навчально-методичний кабінет) підготовки магістрів (ПМ),
Керівник — Грабильнікова Олена Анатоліївна, завідувачка НМК підготовки магістрів
 — НМК перепідготовки спеціалістів та короткотермінових форм навчання (ПС),
Керівник — Т. Ф. Полякова, старший викладач кафедри фундаментальних дисциплін
 — НМК підвищення кваліфікації (ПККФН),
Керівник — Антоненко А. М., доцент кафедри фундаментальних дисциплін
 — Кафедра фундаментальних дисциплін (КФД).

Завідувач кафедри Мартиненко Василь Григорович 
доцент, канд. фіз. — мат. наук.

### Навчання
У НМК підготовки магістрів ЦПДО ДНУ навчаються особи: на базі ОКР «спеціаліст», «магістр» за спеціальністю:
- «Державна служба» із терміном навчання за денною формою навчання 12 місяців, за заочною формою навчання 22 місяця.
на базі ОКР «бакалавр», «спеціаліст», «магістр» за спеціальностями:
- "Педагогіка вищої школи"із терміном навчання за денною формою навчання один рік та за заочною формою навчання — два роки,
- «Управління навчальним закладом» (за видами) із терміном навчання за денною формою навчання один рік.
У НМК підготовки магістрів ЦПДО ДНУ за спеціальностями «Державна служба», «Педагогіка вищої школи», «Управління навчальним закладом» навчаються особи які мають повну вищу освіту та досвід роботи за відповідним напрямком діяльності. Навчальний процес за усіма спеціальностями здійснюється із термінами: за денною формою — один рік та за заочною — два роки, окрім спеціальності «Управління навчальним закладом».
Підготовка магістрів за спеціальністю 8.15010002 «Державна служба» має такі спеціалізації: 1) Правове забезпечення (на базі повної вищої юридичної освіти); 2) Економіка (на базі повної вищої економічної освіти); 3) Соціальна сфера (на базі повної вищої освіти — без обмежень); 4) Кадровий менеджмент (на базі повної вищої освіти — без обмежень); 5) Територіальне управління та місцеве самоврядування (на базі повної вищої освіти — без обмежень). 
Для викладання управлінських, соціальних, правових, економічних, політологічних, психологічних, інформаційних, спеціальних фахових дисциплін залучаються провідні викладачі з різних факультетів університету, зокрема, соціально-гуманітарного, юридичного, міжнародної економіки та інших. У навчальному процесі застосовуються як традиційні форми навчання, так і активні форми (ділові ігри, розгляд конкретних ситуацій, практикуми, відеотренінги та ін.).
Навчання здійснюється за освітньо-професійної програмою європейського зразка, яка спрямована на підготовку державних службовців таким чином, щоб вони володіли сучасними й необхідними для управлінської діяльності знаннями й навичками. Випускниками магістратури державного управління є державні службовці з державних органів влади та органів місцевого самоврядування.
З метою підготовки нової генерації викладачів вищої школи, які добре обізнані у тенденціях світового розвитку вищої освіти, мають фундаментальну психолого-педагогічну підготовку, володіють, принаймні, однією з європейських іноземних мов на рівні професійного спілкування, мають практичні навички використання новітніх інформаційних технологій в освітньому процесі була ліцензована і акредитована спеціальність 8.18010021 «Педагогіка вищої школи» та здійснюється набір за денною та заочним формами навчання. Підготовка магістрів даного профілю може розглядатись як певний аналог обов'язкової річної педагогічної підготовки, передбаченої у провідних зарубіжних університетах для осіб, що претендують на посади викладачів вищих навчальних закладів. 
Протягом останніх років було проліцензовано і акредитовано спеціальність підготовки магістрів 8.18010020 «Управління навчальним закладом» (за видами) (денна форма навчання).
За цією спеціальністю готуються керівники навчальних закладів, які матимуть знання про світової розвиток освіти, психолого-педагогічну підготовку, отримають вміння на практиці впроваджувати інноваційні технології в освітньому процесі, будуть компетентні в правових, фінансових, управлінських питаннях освітньої діяльності та інше.
Диплом магістра за зазначеною спеціальністю дає можливість обіймати керівні посади вищого або загальноосвітнього навчального закладу, посади директора або заступника директора лабораторії, центру, відділення, відділу, курсів, посади керівника навчально-виховного позашкільного закладу тощо. 
Детально з інформацією за названими спеціальностями можна ознайомитися за електронною адресою: https://web.archive.org/web/20150107231839/http://fpdo.dnu.dp.ua/specialities_cps.php?id_struct=2
НМК перепідготовки спеціалістів (ПС)

Керівник — Т. Ф. Полякова, старший викладач кафедри фундаментальних дисциплін.
НМК перепідготовки спеціалістів та короткотермінових форм навчання ЦПДО здійснює перепідготовку осіб, які мають повну вищу освіту та бажають отримати іншу спеціальність, на базі освітньо-кваліфікаційних рівнів спеціаліста та магістра з одержанням диплома про перепідготовку спеціаліста державного зразка за такими спеціальностями:
2 роки 10 місяців: Корекційна освіта (за нозологіями) (вечірня форма навчання).
2 роки 6 місяців: Фінанси і кредит (за спеціалізованими програмами) (вечірня та заочна форми навчання), Облік і аудит (заочна форма навчання), Економіка підприємства (за видами економічної діяльності) (заочна форма навчання), Міжнародна економіка (заочна форма навчання).
Менеджмент зовнішньоекономічної діяльності (заочна форма навчання), Мова і література (англійська) (вечірня форма навчання).
1 рік 10 місяців: Журналістика (заочна форма навчання).
Навчальний процес забезпечують понад 300 викладачів випускових та загальноосвітніх кафедр університету за відповідними спеціальностями, при чому частка докторів наук, професорів і кандидатів наук, доцентів від загальної чисельності становить близько 70 %.
Навчальний процес забезпечують випускові та загальноосвітні кафедри університету за відповідними спеціальностями. Навчальний процес забезпечують понад 300 викладачів університету, при чому частка докторів наук, професорів і кандидатів наук від загальної чисельності становить близько 70 %.
У 2001 році ДНУ став одним із десяти переможців конкурсу серед ВНЗ України на право реалізовувати Президентську програму перепідготовки управлінських кадрів для сфери підприємництва «Українська ініціатива», що координується Міністерством економічного розвитку і торгівлі України. У цій Програмі ДНУ відіграє роль базового вищого навчального закладу для перепідготовки підприємців Дніпропетровської області та інших областей. Перепідготовка здійснюється за спеціальностями: «Економіка підприємства» (за видами економічної діяльності), «Міжнародна економіка», «Фінанси і кредит» (за спеціалізованими програмами), «Облік і аудит» та «Менеджмент зовнішньоекономічної діяльності». Термін навчання — 10 місяців. Форма навчання -  заочна. Фінансування програми здійснюється Міністерством економічного розвитку і торгівлі України, а контингент слухачів формується відповідними регіональними робочими групами обласних державних адміністрацій.
З навчальними програми за спеціальностями перепідготовки можна ознайомитися за електронною адресою:https://web.archive.org/web/20150108005954/http://fpdo.dnu.dp.ua/specialities_cps.php?id_struct=1
 
НМК підвищення кваліфікації та короткотермінових форм навчання (ПККФН).
Керівник — А.М.Антоненко , доцент кафедри фундаментальних дисциплін. 
Головною метою діяльності НМК підвищення кваліфікації та короткотермінових форм навчання ЦПДО є підвищення рівня науково-теоретичної і навчально-методичної підготовки викладачів вищої школи, узагальнення та розповсюдження передового досвіду у галузі післядипломної освіти, апробація, впровадження інноваційних технологій та сучасних технічних засобів в навчальний процес в рамках національної концепції безперервної освіти, сприяння впровадженню аспектів Болонського процесу в організацію навчального процесу.
Підвищення кваліфікації в НМК ПК КФН ЦПДО здійснюється сьогодні за усіма акредитованими напрямами університету, які відображують сучасний стан розвитку відповідних галузей науки, техніки, економіки, суспільного життя. У навчальному процесі задіяні 10 факультетів (понад 30 профілюючих кафедр) ДНУ. Зі слухачами працюють більше 100 провідних учених-педагогів, професорів, доцентів, докторів і кандидатів наук. При організації навчання поряд з традиційними методами апробуються та використовуються інноваційні форми проведення занять. Використовується і така форма підвищення кваліфікації, як персональне прикріплення слухача до того чи іншого викладача, або науковця, що дає можливість слухачеві брати участь у виконанні спільних навчально-методичних розробок, роботі кафедральних та університетських семінарів, колоквіумів. У процесі навчання відбувається інтенсивний обмін досвідом, інформацією, обговорюються методичні питання впровадження інноваційних технологій навчання, зокрема дистанційного. Слухачі мають змогу користуватися послугами фундаментальної бібліотеки, комп'ютерними класами з сучасним обладнанням. Все це забезпечує високий рівень підготовки, який повністю відповідає сучасним вимогам.
У ЦПДО ДНУ інтенсивно розвиваються заочно-дистанційні, а в перспективі дистанційні форми навчання. У 2010/11 навчальному році відповідно до виданого наказу в університеті проводилося підвищення кваліфікації викладачів ДНУ за спеціальністю «Педагогіка вищої школи» за тематикою дистанційних форм навчання з використанням платформи Moodle та управління підрозділом на основі інформаційних технологій.
Стажування на профілюючих кафедрах ДНУ, в провідних наукових закладах та на сучасних промислових підприємствах терміном від 1 до 10 місяців — ще одна поширена форма підвищення кваліфікації викладачів. У цій роботі задіяні практично всі кафедри ДНУ, використовується матеріально-технічна база кафедр та центру післядипломної освіти. Це створює належні умови слухачам для завершення та апробації результатів кандидатських та докторських дисертацій, написання підручників, навчальних посібників, методичних розробок. 
Починаючи з 1996 року була розгорнута інтенсивна робота з підвищення ділової компетенції незайнятого населення згідно з договорами між ДНУ та Обласним центром зайнятості за актуальними напрямами: автоматизація бухгалтерського обліку; економіка, інформаційні технології в бухгалтерському обліку; ділова українська мова; адміністративний секретар (офіс-менеджер); зв'язки з громадськістю; менеджмент організацій; менеджер малого бізнесу-підприємець, менеджмент зовнішньоекономічної діяльності; мережеві комп'ютерні технології; офісні комп'ютерні технології; інформаційні технології для менеджерів.
Освітні послуги надаються також організаціям, підприємствам м. Дніпропетровська та області на їх замовлення. Працюючи в рамках концепції безперервної освіти, НМК ПК ЦПДО постійно розширює і удосконалює сферу своєї діяльності, що дозволяє гнучко реагувати на зміни в суспільному житті, пропонувати широку низку освітніх послуг різним верствам населення і бути провідним закладом післядипломної освіти в Придніпровському регіоні. Наприклад, здійснюється підвищення кваліфікації фахівців Центрів соціальних служб для сім'ї, дітей та молоді Дніпропетровської області, працівників територіального управління Рахункової палати по Дніпропетровській та Запорізькій областях. 
Для підвищення компетенції власників і працівників малих і середніх підприємств проводяться короткотермінові семінари — тренінги за різноманітною тематикою, присвяченою основним питанням підприємництва та управління приватним бізнесом.
Форма навчання на семінарах — тренінгах забезпечується за вибором — денна або вечірня, тривалість занять — 6 годин в зручний для слухачів час.
 Програми з підвищення кваліфікації (ділової компетенції) та стажування надані за електронною адресою: https://web.archive.org/web/20130928233733/http://fpdo.dnu.dp.ua/specialities_cps.php?id_struct=3
 У рамках Державної цільової програми підготовки, перепідготовки та підвищення кваліфікації у сфері європейської та євроатлантичної інтеграції України на 2008—2011 роки, затвердженою постановою Кабінету Міністрів України від 05.11.2008 р. № 974 «Про затвердження Положення про систему підготовки, перепідготовки та підвищення кваліфікації державних службовців і Положення про єдиний порядок підготовки, перепідготовки та підвищення кваліфікації керівників державних підприємств, установ і організацій» Дніпропетровський національний університет імені Олеся Гончара у вересні 2009 року успішно пройшов конкурсний відбір на право здійснення підвищення кваліфікації державних службовців, посадових осіб місцевого самоврядування у сфері європейської, євроатлантичної інтеграції України та мовної підготовки за державним замовленням. Замовник — Школа вищого корпусу державної служби при Нацдержслужбі України.
 Викладачами університету були забезпечені заняття з державними службовцями з мовної (англійської) підготовки. На майбутні періоди також заплановано навчання за програмою з підвищення кваліфікації у сфері європейської, євроатлантичної інтеграції України та мовної підготовки (французька, німецька мови).
Проводяться заняття на базі НМК ПККФН ЦПДО з державними службовцями з мовної (англійської) підготовки. Заплановано також навчання за програмою з підвищення кваліфікації у сфері європейської, євроатлантичної інтеграції України та мовної підготовки (англійська, французька, німецька мови).
 Навчальні плани за зазначеними програмами можна знайти за електронною адресою: https://web.archive.org/web/20130928233733/http://fpdo.dnu.dp.ua/specialities_cps.php?id_struct=3
 З 1995 року в структурі ЦПДО працюють курси короткотермінових форм навчання. Метою курсів є надання освітніх послуг широким верствам населення, а також професійної підготовки у скорочений термін (від 1 до 4 місяців) за актуальними питаннями замовників. До навчального процесу залучаються провідні спеціалісти з багатьох кафедр університету, а також фахівці-практики. Підготовка проводиться на замовлення організацій або фізичних осіб на базі середньої, середньої спеціальної та вищої освіти.
 Форма навчання — вечірня, заняття проводяться два-три рази на тиждень. По закінченню курсів видається свідоцтво встановленого зразка.
Напрями підготовки: «Екскурсовод», «Екскурсовод — перекладач», «Екскурсовод — менеджер», «Менеджер в туризмі», «Адміністративний секретар (офіс-менеджер)», «Педагог», «Гувернер», «Бухгалтерський облік з умінням працювати на ПЕОМ», «Користувач ПЕОМ», «Сучасне ділове українське мовлення», «Сучасна українська літературна мова», «Мови програмування (С/С++, JSCRIPT, HTML, SQL)», «Комп'ютерна графіка та web- дизайн» та інше. З метою посилення психологічної підтримки безробітних на замовлення служби зайнятості проводяться семінари з незайнятим населенням «Психологічна допомога безробітному населенню для ефективного працевлаштування в умовах сучасного ринку праці», «Конфліктологія». Пропонуються семінари-тренінги для підвищення компетенції власників і працівників малих та середніх підприємств за тематикою: «Основи бізнес-планування», «Транспортне перевезення вантажів та їх оформлення» та інші.
 Детальніше о курсах можна дізнатися за електронною адресою: https://web.archive.org/web/20150108005954/http://fpdo.dnu.dp.ua/specialities_cps.php?id_struct=1
Кафедра фундаментальних дисциплін

Завідувач — В. Г. Мартиненко, доцент
Кафедра здійснює навчальний процес в центрі післядипломної освіти за такими спеціальностями: «Економіка підприємства», «Міжнародна економіка», «Фінанси і кредит», «Облік і аудит», «Менеджмент зовнішньоекономічної діяльності», «Корекційна освіта», «Педагогіка вищої школи», «Управління навчальним закладом» та «Державна служба». Кафедра забезпечує кваліфіковане викладання навчальних дисциплін з циклу фундаментальних та професійно-орієнтованих дисциплін: Інформаційні системи і технології; Інформатика і комп'ютерна техніка; НІТ, Освітні технології; Управління інформаційними зв'язками; Інформаційні технології в освіті; Електронне врядування, інформаційні технології ресурси та сервіси на державній службі, Обчислювальна техніка і ТНЗ; Основи інформатики та прикладної лінгвістики; Міжнародна економіка, Гроші і кредит; Розміщення продуктивних сил та регіональна економіка, Банківські операції, Політична економіка, Європейська інтеграція України; Теорія прийняття управлінських рішень; Методологія і організація наукових досліджень, Вища математика; Теорія ймовірностей і математична статистика; Математичне програмування; Дослідження операцій; Економетрія; Основи математики; Спецметодика викладання математики та практична підготовка та стажування.
Зараз на кафедрі працює 1 професор, 2 доцента та 2 старших викладача, з січня 2014 року склад кафедри посилено кандидатом наук з державного управління.
На кафедрі фундаментальних дисциплін постійно здійснюється навчально-методична та наукова робота. Впроваджуються інноваційні технології навчання. Підготовлено до видання посібники для слухачів ЦПДО ДНУ за навчальними дисциплінами, які забезпечують викладачі кафедри фундаментальних дисциплін, підібрана спеціальна фахова література з дисциплін економічного та управлінського спрямування. Тільки за останні роки викладачами кафедри підготовлено до друку методичні та навчально-методичні посібники «Використання кейс-метода при викладанні економічних дисциплін», «Математичні моделі», «Ризик-менеджмент», «Інформаційні технології в освіті», «Гроші і кредит» та інші.
Розроблено семінари семінари-тренінги для підприємців малого та середнього бізнесу з питань ціноутворення, організації підприємств, оцінки бізнес-планів і інвестиційних проектів.
Викладачі кафедри активно задіяні у виховній роботі, працюючи кураторами груп з підвищення компетенції незайнятого населення, магістерської підготовки з числа специфічних категорій та спеціальності «Державна служба». Вони беруть активну участь в профорієнтаційній роботі щодо залучення контингенту на навчання.
Кафедра фундаментальних дисциплін бере участь у виконанні різних міжнародних проектів університету. Так, у 2007—2008 році викладачі кафедри фундаментальних дисциплін брали участь у міжнародному україно-канадському проекті «Регіональне навчання та розвиток консультативних можливостей в Україні». Більшість членів кафедри одержали сертифікати, як консультанти для представників малого та середнього бізнесу.
 Міжнародна конференція в Палаці студентів ДНУ в рамках проекту Темпус — IV «Мережева взаємодія університетів-партнерів з реалізації багаторівневої системи підготовки та підвищення кваліфікації фахівців у сфері освітнього менеджменту» 
   З 2010 по 2012 роки ЦПДО ДНУ активно брав участь у міжнародному проекті «Темпус-IV» «Мережева взаємодія університетів-партнерів у реалізації багаторівневої системи підготовки та підвищення кваліфікації спеціалістів у галузі освітнього менеджменту».
У рамках Проекту (11 провідних вузів України, Росії, Білорусі, Польщі, Німеччині, Австрії) на базі ЦПДО ДНУ виконане наступне:
- створення компетентнісного центру із сучасним комп'ютерним обладнанням і проєкційною технікою;
- розробка модульних елементів навчальних курсів за інтегрованими навчальними планами перепідготовки і магістерської підготовки, у тому числі елементів курсів дистанційного та білінгвального навчання («Технології ліцензування і акредитації в освітніх закладах», «Менеджмент якості в освітніх закладах», «Технології сценічного консультування», «Інформаційні технології в освіті»), які впроваджені в окремі модулі навчальних дисциплін магістерських спеціальностей «Управління навчальним закладом» та «Педагогіка вищої школи»;
- організація і проведення в ДНУ міжнародної науково-практичної конференції «Проблеми і перспективи освітнього менеджменту в сучасних умовах міжнародної інтеграції»;
- участь в міжнародних конференціях і семінарах в рамках Проекту;
- створення бібліотечного фонду в галузі освітнього менеджменту;
- участь у проведенні відеолекцій серед вузів –партнерів учасників Проекту (більше 10);
- оновлення інформаційного порталу Проекту;
- обмін досвідом між вузами-учасниками Проекту.